# Berenguer del Velai
Berenguer fou comte del Velai en dates incertes vers el 820. Hauria rebut el Velai després de la renúncia de Guillem I de Tolosa el 806. Apareix esmentat en una carta de Pipí II d'Aquitània (rei 839-852). El comte hauria restaurat l'abadia de Saint-Chaffre al Velai, i n'hauria fet donació a Lluís el Pietós que la va declarar lliure i sota cap dependència en favor del seu abat Badó. Podria ser identificat amb el Berenguer de Tolosa el Savi (+ 835) de la família Unròquida, que fou comte de Tolosa (816-835), comte de Pallars i Ribagorça (816-833), comte de Rosselló i Empúries (832-834) i comte de Barcelona, Girona i Besalú i marques o duc de Septimània i/o Gòtia (832-835).